# Tragling

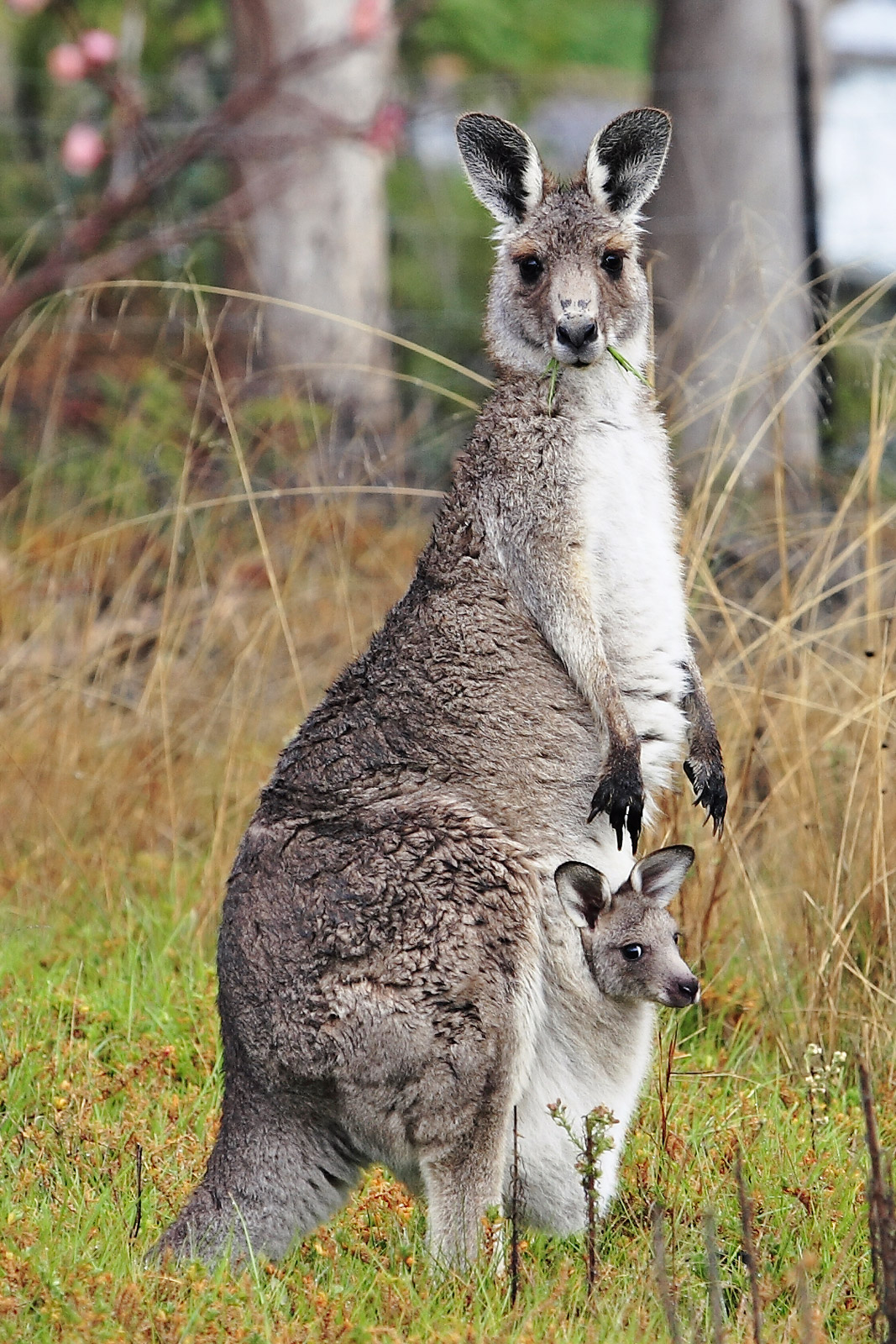
Passiver Tragling: Das Jungtier des Östlichen Grauen Riesenkängurus wird im Beutel der Mutter getragen

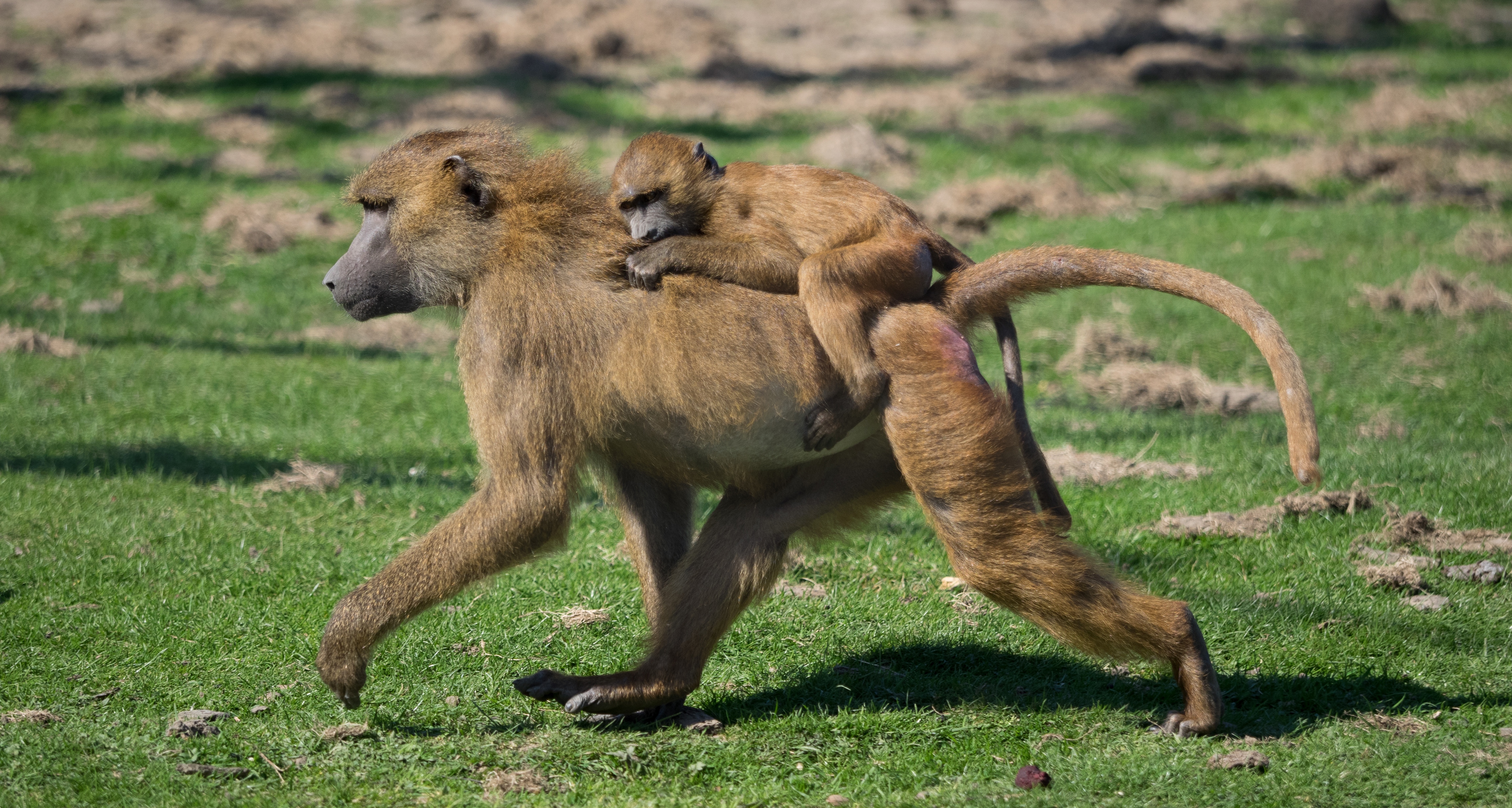
Aktiver Tragling: Jungtier auf dem Rücken eines Guinea-Pavian-Weibchens

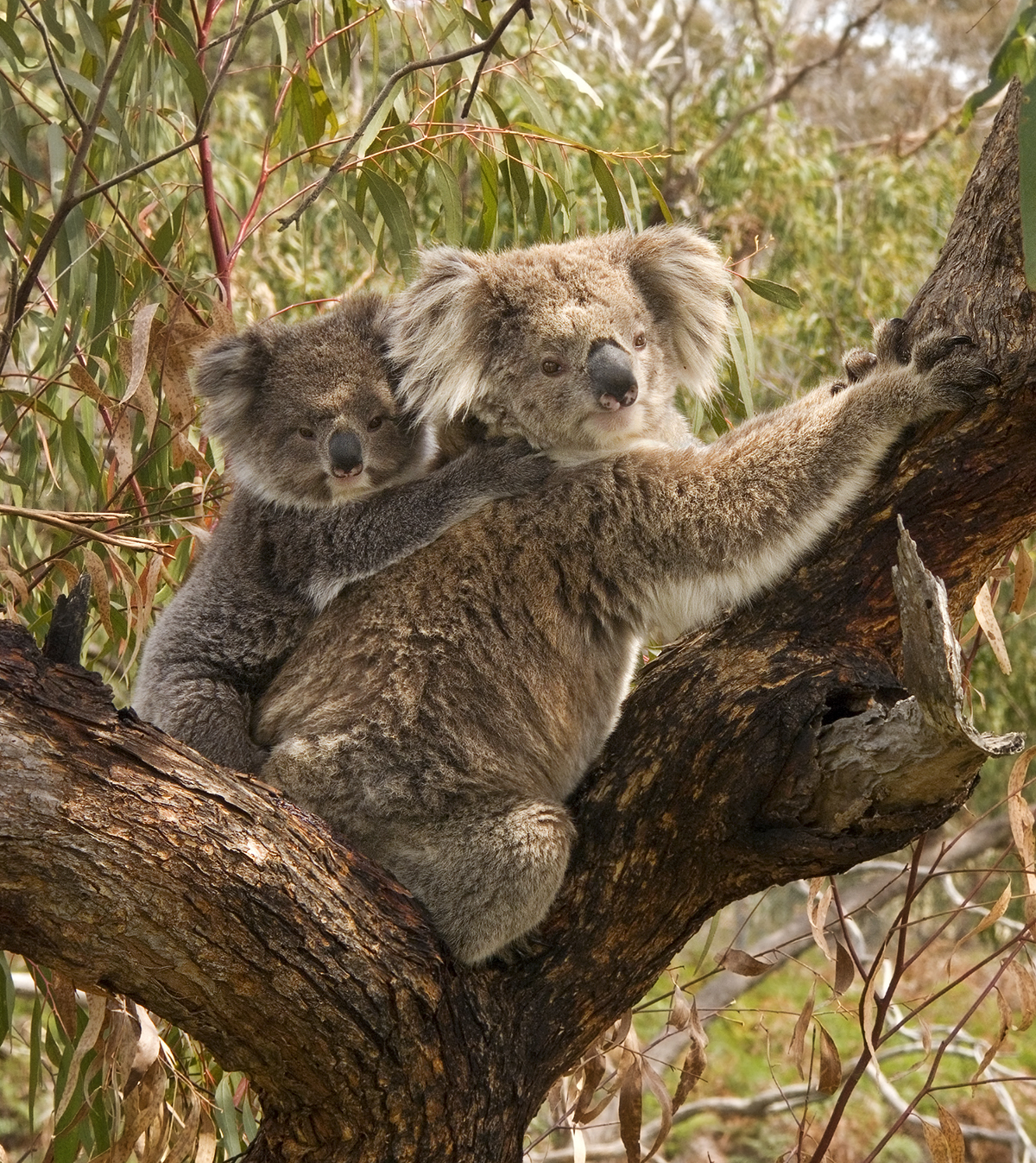
Koala-Jungtier in seiner zweiten Phase als aktiver Tragling

Als Tragling wird bei Säugetieren der Typus eines Jungtiers bezeichnet, das von den Elterntieren – meist der Mutter – regelmäßig umhergetragen wird. Die Einordnung als Tragling bezieht sich auf das arttypische Verhalten, nicht auf eine einzelne Situation.
Die Bezeichnung Tragling wurde 1970 von Bernhard Hassenstein geprägt, der Primaten weder den Nesthockern noch den Nestflüchtern zuzuordnen vermochte. Er stellte fest, dass die Primatenjungen zwar in vielerlei Hinsicht den Nestflüchtern gleichen – so haben sie voll entwickelte Augen, Ohren und ein Fellkleid –, doch sind ihre Gliedmaßen nicht zur selbständigen Fortbewegung, sondern zum Festklammern am Fell der Mutter ausgebildet, wozu es an den Händen und Füßen einen Klammer-Reflex (Moro-Reflex) gibt.

## Passive und aktive Traglinge
Je nach der Fähigkeit, sich am Mutterfell selbst festhalten zu können, werden passive und aktive Traglinge unterschieden.
Passive Traglinge gibt es bei den meisten Beuteltieren. Hier sind die Jungtiere nach einer nur kurzen Tragzeit (Schwangerschaft) wenig entwickelt und verbringen ihre erste Lebenszeit blind und nackt im Beutel der Mutter. Hier brauchen sie sich nicht selbst am mütterlichen Fell festzuhalten, sondern werden im Beutel gehalten. Immerhin muss aber ein neugeborenes Känguru-Junges zunächst selbständig vom Geburtskanal bis zur Zitze im mütterlichen Beutel kriechen.
Aktive Traglinge werden dagegen nach einer meist langen Tragzeit mit bereits leistungsfähigen Sinnesorganen und voll behaart geboren. Sie halten sich durch den Klammer-Reflex der Hände und Füße am Fell der Mutter im Bereich der Zitzen fest oder reiten – insbesondere mit steigendem Kindesalter – auf dem Rücken der Mutter. Zu dieser Gruppe gehören viele baumlebende Säugetiere, insbesondere Primaten (Affen – auch bodenbewohnende Arten –, Koboldmakis), Ameisenbären und Faultiere.
Bei einigen Arten, so bei den Koalas, folgt einer Phase als passiver Tragling eine zweite Phase als aktiver Tragling.

## Der Mensch als Tragling

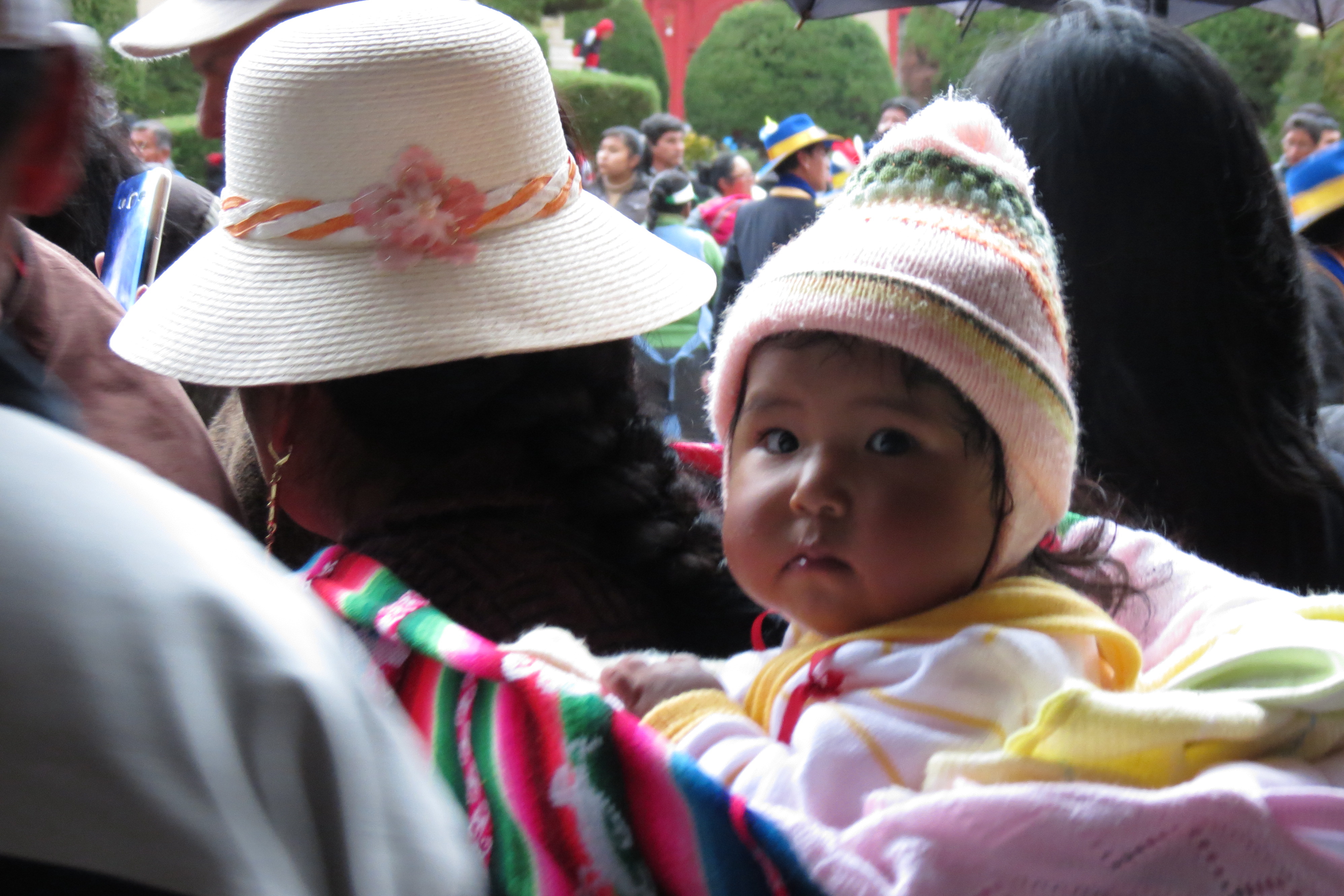
Tragling von Homo sapiens

Einen Sonderfall des Traglings stellt der Mensch dar, dessen Säugling nach einer langen Schwangerschaft mit voll entwickelten Augen und Ohren geboren wird, jedoch nur passiv im Arm oder im Tragetuch getragen werden kann. Der Klammer-Reflex ist zwar als Relikt noch vorhanden, doch fehlt der Mutter auch ein Fell, an dem sich das Kind festhalten könnte. Auch reicht die Kraft des Säuglings nicht aus, dauerhaft das eigene Körpergewicht zu tragen. Allerdings ist der Säugling in der Lage, sich mit beiden Beinen in Taillenhöhe oder später auf der Hüfte sitzend an der Mutter festzuklammern, wobei er jedoch auf Unterstützung durch die Mutter angewiesen ist (Anhock-Spreizhaltung). Als typisches Merkmal eines Traglings gilt die fehlende Toleranz eines menschlichen Säuglings, allein gelassen zu werden. Das kann sich schon beim Ablegen im Bett oder im Kinderwagen zeigen, worauf Säuglinge nicht selten mit heftigem Weinen reagieren, während sie auf dem Arm und im Babytragetuch zufrieden sind und auch einschlafen.

## Bildergalerie

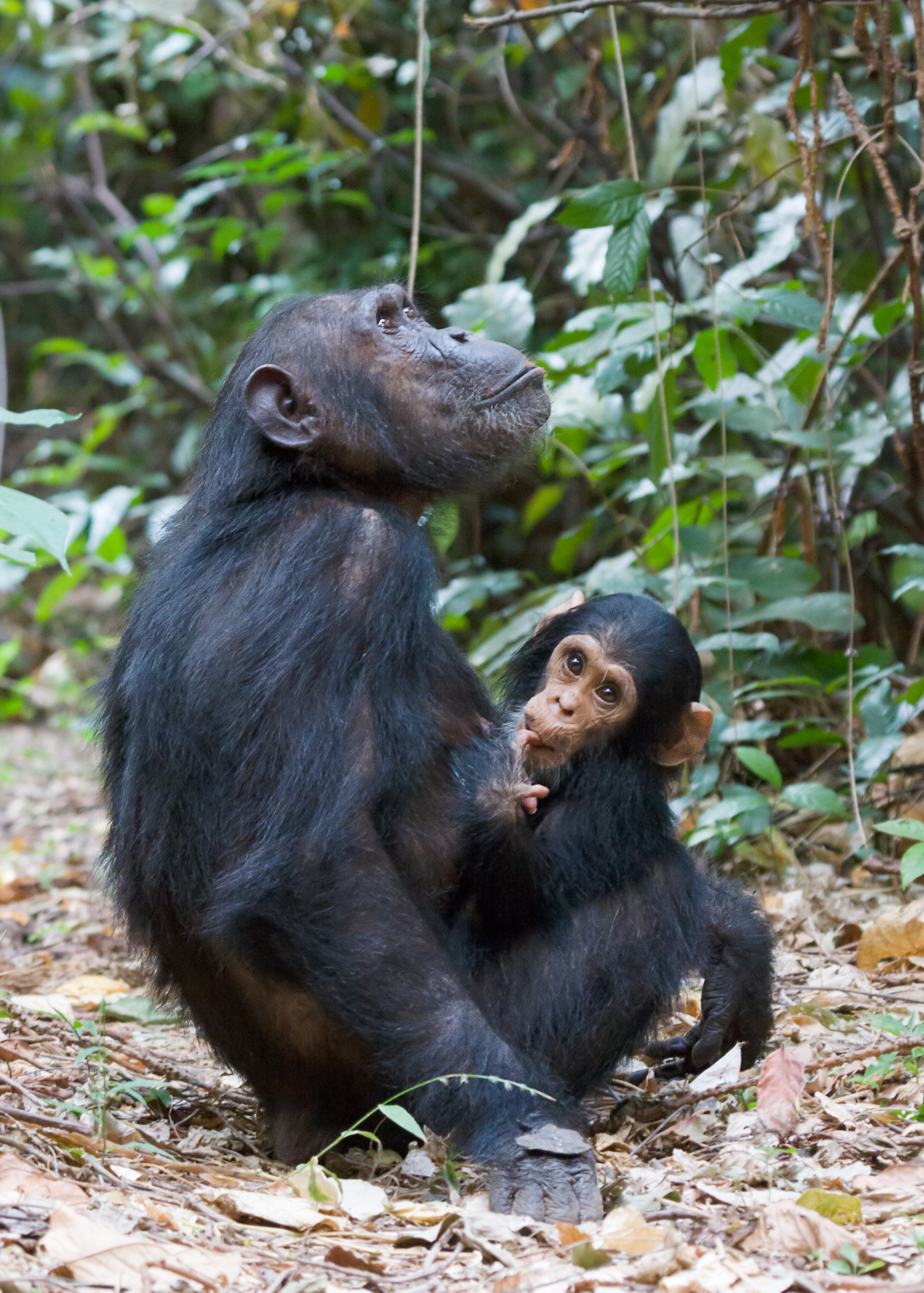
Aktiver Tragling: Das Kind des Gemeinen Schimpansen hält sich am Fell der Mutter fest und wird gesäugt
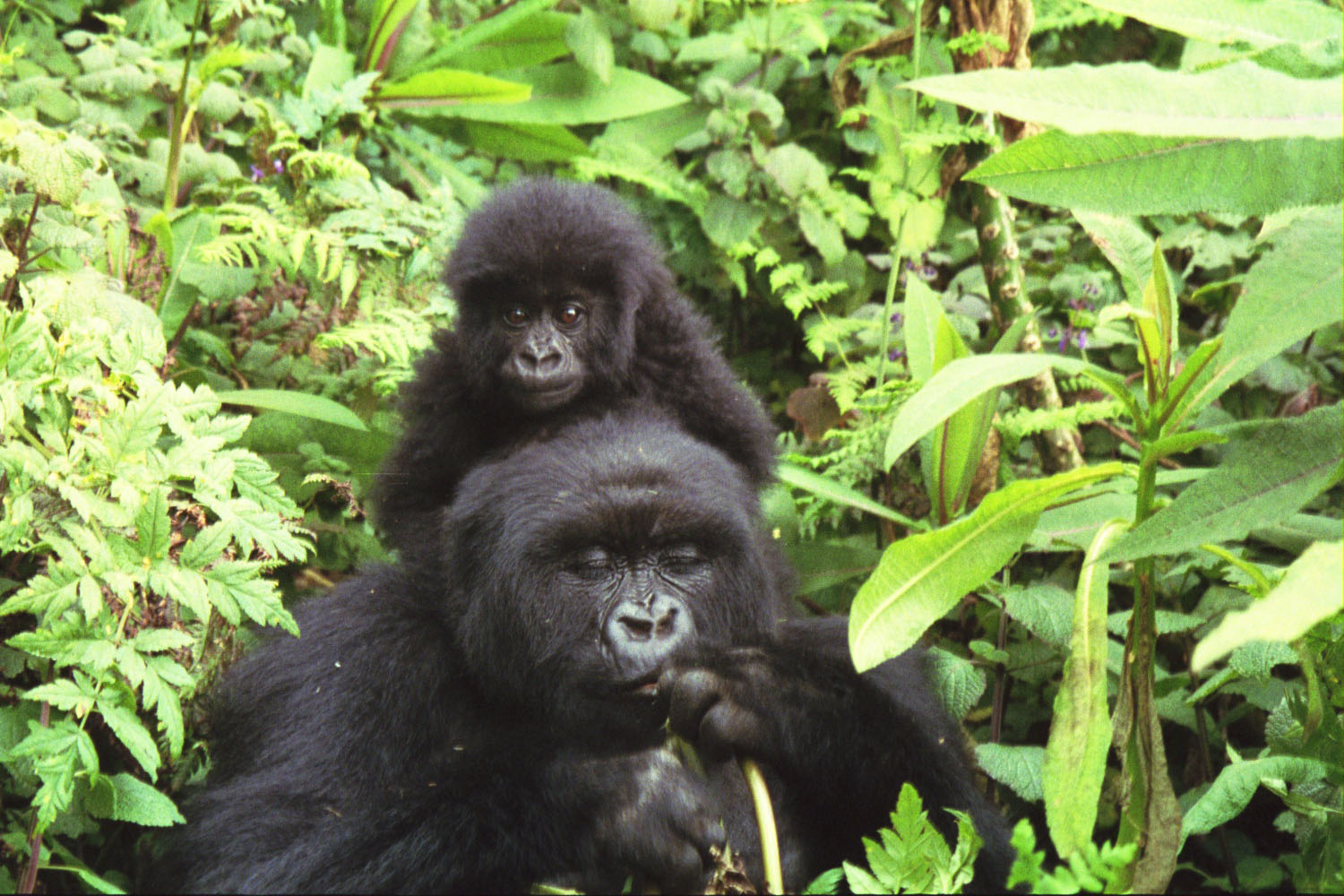
Aktiver Tragling: Jungtier auf dem Rücken eines Berggorilla-Weibchens
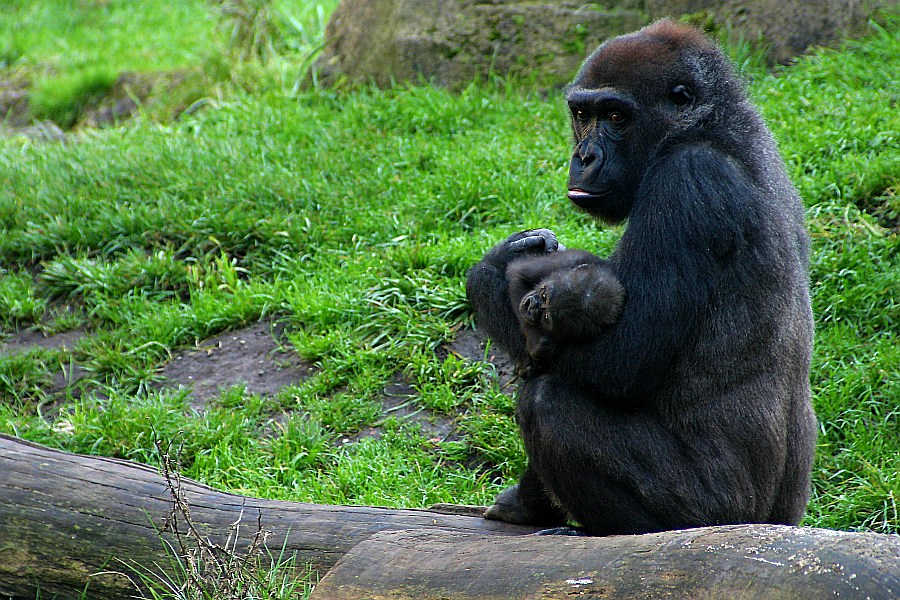
Auch aktive Traglinge können passiv vom Elterntier getragen werden: hier ein Gorilla-Jungtier im Arm seiner Mutter